# Otto von Bismarck
Otto Eduard Leopold von Bismarck-Schönhausen (Schönhausen, 1 april 1815 – Friedrichsruh, 30 juli 1898), vanaf 1865 graaf, vanaf 1871 vorst von Bismarck, vanaf 1890 hertog zu Lauenburg, was een Duits 19e-eeuws staatsman en een dominant figuur in de wereldgeschiedenis.
Als minister-president van Pruisen, van 1862 tot 1890, hield hij toezicht op de Duitse eenwording. In 1867 werd hij bondskanselier van de Noord-Duitse Bond. Hij was de ontwerper van het Duitse Keizerrijk in 1871, werd er de eerste rijkskanselier van en domineerde de staatszaken tot hij in 1890 opzij werd gezet door de nieuwe keizer, Wilhelm II van Duitsland. Zijn diplomatie van realpolitik en autoritaire machtsuitoefening leverden hem de bijnaam de "ijzeren kanselier" op. 
Vooral na zijn dood werden honderden Bismarckmonumenten - vooral in de vorm van zogenaamde torens - opgericht die hem als vormgever van de moderne en nationale Duitse eenheidsstaat verheerlijkten. Historici prezen hem als een staatsman van gematigdheid en evenwicht, die in de eerste plaats verantwoordelijk was voor de eenmaking van de Duitse staten in één natiestaat. Hij gebruikte daartoe oorlog om de positie van Pruisen te versterken en vervolgens machtsevenwichtige diplomatie om ze te bestendigen. Na de voltooiing van dat proces in de stichting van het keizerrijk in 1870 richtte hij zich op binnenlandse 'vijanden', met name socialisten en rooms-katholieken en in de jaren 1870 en 1880 schiep hij een nieuwe natie met een progressief sociaal beleid, een resultaat dat verder ging dan zijn oorspronkelijke doelen als een beoefenaar van de machtspolitiek in Pruisen. Bismarck was een vrome lutheraan die de regeringsmacht wist neer te leggen bij het kabinet dat door de koning/keizer werd benoemd en aan hem verantwoording schuldig was. Het parlement had beperkt gezag en kon hooguit kabinetsvoorstellen en begrotingen afwijzen. Een sterke, goed getrainde bureaucratie voerde het gezag uit naam van het kabinet uit. Hoewel ultraconservatief rond 1850, werd hij pragmatischer en werkte vooral met de nationaal-liberalen en de gematigde conservatieven samen. Als zijn voornaamste tegenstanders zag hij de sociaaldemocraten en tijdens het grotere deel van de jaren 70 de katholieke partij. Hij voerde tegen hen een Kulturkampf.

## Studietijd
Na zijn schooltijd begon Bismarck op 10 mei 1832 (1832-1835) op zeventienjarige leeftijd rechten te studeren, aanvankelijk aan de universiteit van Göttingen (1832-1833), die hem later ter gelegenheid van zijn 70e verjaardag een eredoctoraat verleende. Hij wees de politieke nasleep van de julirevolutie nadrukkelijk van de hand. Het was dan ook geen toeval dat hij zich niet aansloot bij een "Burschenschaft", maar daarentegen lid werd van Corps Hannovera Göttingen. Hij zou op latere leeftijd opmerken dat het corpsleven hem wezenlijk heeft gevormd.

## Vroege loopbaan

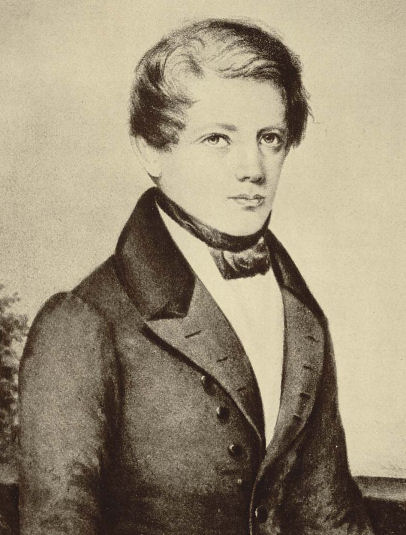
Bismarck in 1836

Otto von Bismarck stamde uit een voorname Pruisische adellijke junkerfamilie, die relaties onderhield met de Hohenzollern, het koninklijk huis van Pruisen. Hij studeerde rechten in Göttingen en Berlijn. In Göttingen was hij lid van de vandaag de dag nog bestaande studentenvereniging Corps Hannovera en vocht hij 26 "Mensuren". Vanaf de tweede helft van de jaren 40 was hij lid van de Pruisische landdag, een soort parlement van Pruisen maar met geringe bevoegdheden. Gedurende de jaren 50 was hij de Pruisische vertegenwoordiger bij de Duitse Bond in Frankfurt. In deze tijd keerde hij zich meer en meer tegen de oude verbondenheid van Pruisen met Oostenrijk, de andere conservatieve macht.

### Nationalisme
Bismarck moest altijd behoedzaam navigeren tussen de nationalistische en conservatieve stromingen die destijds in Pruisen en de andere Duitse landen leefden. Door Napoleon was het middeleeuwse Heilige Roomse Rijk opgeheven, een statenconstructie waarin de meeste Duitstalige landen eeuwenlang verenigd waren onder keizerlijk gezag van het huis Habsburg (Oostenrijk). Toen was ook het nationalisme sterk in opkomst en veel Duitsers streefden naar een nieuwe democratische Duitse eenheidsstaat. De machtige conservatieven behoorden meestal tot de aristocratie en de landadel, en zij zagen de eenheidsstaat als bedreiging voor hun macht en privileges. Zij streefden naar een soort hernieuwd Heilig Roomse Rijk met globaal dezelfde grenzen: de Groot-Duitse richting. In tegenstelling hiermee was de Klein-Duitse richting, gepropageerd door de nationalisten bestaande uit de burgerij en vooral de universitaire studenten, die in het toekomstige Duitsland niet aan Oostenrijk maar aan Pruisen een leidende rol toekenden. De nationale beweging stond ook voor een meer liberaal Duitsland waarbij de invloed van de aristocratie teruggedrongen moest worden. Pruisen wilde zich niet in deze richting laten manoeuvreren en zelf het moment bepalen waarop het onder zijn voorwaarden het leiderschap op zich zou nemen. Bismarck maakte pragmatisch gebruik van het aanwezige nationalistische elan, om de Pruisische macht stap voor stap uit te breiden. Hij wees daarbij het nationalisme niet openlijk af, maar neutraliseerde het door het voor dat doel te gebruiken.
Hij hechtte daarom belang aan een militair sterk Pruisen, maar had ook oog voor de economische belangen van Pruisen en meende dat deze belangen het beste gediend konden worden met versterking onder Pruisische dominantie van de eenheid tussen de Noord-Duitse staten. Tevens probeerde hij het tegenwicht dat Oostenrijk bood binnen de Duitse Bond, te ontkrachten door in 1866 een oorlog tegen Oostenrijk te provoceren en die staat in de daarop gesloten vrede uit te sluiten van de samenwerking in de Bond.

### Gezant
Zijn anti-Oostenrijkse houding in Frankfurt werd door het kabinet eerst nog te onvoorzichtig geacht, zodat hij na 1850 een andere functie kreeg: de Pruisische koning benoemde hem tot gezant in Sint-Petersburg. Enkele jaren later werd hij - eveneens als Pruisisch gezant - overgeplaatst naar Parijs. Gedurende zijn Russische en Franse jaren deed hij veel belangrijke contacten op met machthebbers in Rusland en Frankrijk. Hij won door zijn houding en optreden de achting en de genegenheid van zowel Alexander II van Rusland als van de Franse keizer Napoleon III.

## Ministerschap en Duitse eenwording

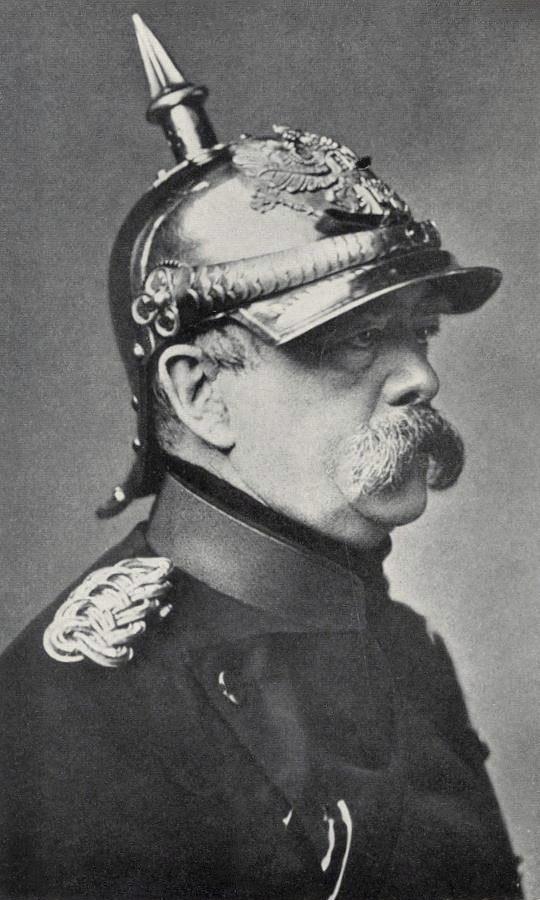
Bismarck als de IJzeren Kanselier, met een Pickelhaube op het hoofd (1880)

In 1862 werd hij door koning Wilhelm I naar Berlijn gehaald, wegens een conflict over de legerhervormingen tussen de kamer en de regering. De koning en zijn kabinet, bestaande uit over het algemeen conservatieve aristocraten, wilden de diensttijd verlengen en gemoderniseerde bewapening voor het leger invoeren. De liberalen lagen echter dwars en weigerden medewerking daaraan te verlenen. Het conflict nam zulke vormen aan dat de koning aan aftreden dacht maar uiteindelijk besloot hij het probleem in de handen van Bismarck te leggen. Bismarck werd benoemd tot minister-president van Pruisen en loste het probleem inderdaad op. Dat deed hij overigens niet met overleg, maar met intimidatie en juridische goochelarij. In dat conflict was hij erin geslaagd om aan het regeringsstandpunt vrijwel geen concessies te doen. Al snel na dit succes overheerste Bismarck de Pruisische koning geheel en wist steeds zijn zin door te drukken. Gedurende de jaren die volgden, ging hij zich geheel toeleggen op de vorming van een nieuwe Duitse Bond: een federatie zónder Oostenrijk. Dit doel bereikte hij door middel van een drietal korte oorlogen:

### Duits-Deense Oorlog
De eerste was de Duits-Deense Oorlog om de Deense hertogdommen Sleeswijk en Holstein in 1864. Holstein behoorde tot de Duitse Bond en toen de Deense koning een bestuurlijke scheiding aanbracht tussen het Deenstalige Sleeswijk en het Duitstalige Holstein, eiste de Bond dat de hertogdommen ongedeeld zouden blijven. Namens de Bond werd een succesvolle oorlog gevoerd en kwamen de hertogdommen onder gezamenlijk Pruisisch-Oostenrijks bestuur. Onenigheid tussen Pruisen en Oostenrijk over de wijze waarop het bestuur vormgegeven moest worden leidde tot een Pruisische annexatie van beide hertogdommen en die provocatie bracht Oostenrijk ertoe zijn leger te mobiliseren waarop Pruisen besloot om vervolgens Oostenrijk binnen te trekken.

### Duitse Oorlog
Dit conflict, plus de Pruisische weigering om Oostenrijk toe te laten tot de tolunie, leidde dus in 1866 tot oorlog tussen Pruisen en Oostenrijk de zogenaamde Duitse Oorlog. Gedurende deze oorlog drong het Pruisische leger door in Oostenrijks gebied om bij Königgrätz de Oostenrijkers te verslaan. De Oostenrijkse regering moest om een wapenstilstand vragen. Dit verzoek werd gehonoreerd onder voorwaarde dat Oostenrijk zijn positie in de Bond opgaf. Tegelijk werden het koninkrijk Hannover en het hertogdom Hessen-Kassel geannexeerd als Pruisische provincies. De betrokken monarchen verlieten hun land en de koning van Hannover vertrok naar Oostenrijk. Een kleine zogenaamde Welfen-partij zou in het parlement tot 1919 overblijven.
Bismarck ging nu over tot de formatie van een nieuwe Duitse Bond, zonder Oostenrijk. De volgende stap was het ontnemen van de soevereiniteit aan de Duitse koningen, (groot)hertogen en kleinere vorsten om ze ondergeschikt te maken aan de Pruisische koning. Een nieuwe Duitse federatie moest nu geen 'statenbond' meer zijn, maar een 'bondsstaat'. De grondwet die Bismarck nu liet invoeren is nog in grote lijnen dezelfde als die van de tegenwoordige Duitse Bondsrepubliek. Vanaf 1867 was er een Noord-Duitse Bond (Beieren en enkele Duitse staten deden nog niet mee), waarvan de Pruisische koning president was en de Pruisische minister-president de functie kreeg van bondskanselier. Het gezantencollege in Frankfurt werd opgeheven en er kwam een Bondsregering voor in de plaats die nu zetelde in Berlijn, de hoofdstad van Pruisen. Als parlement kwamen er een Bondsdag (afgevaardigden van de bevolking) en een Bondsraad (afgevaardigden van de deelstaten). De staten in Zuid-Duitsland bleven onafhankelijk maar Bismarck zocht ondertussen naar een manier om deze zuidelijke staten, uiteraard zonder Oostenrijk, alsnog aan te laten sluiten bij zijn Noord-Duitse bond. Al snel kreeg hij een gelegenheid hiervoor als op een presenteerblaadje aangeboden.

### Frans-Duitse Oorlog
In Frankrijk was er enige ongerustheid ontstaan over deze enorme Pruisische machtstoename. Een nationalistische regering die in 1868 in Parijs aantrad nam iedere gelegenheid te baat om zich tegenover het nieuwe Pruisen te profileren. Een uitgelezen mogelijkheid daartoe was een troonopvolgingskwestie in Spanje: daar was de laatste telg van het heersende koningshuis, Isabella II van Spanje, verdreven van de troon. Er was een nieuwe dynastie nodig en verschillende koningshuizen van Europa meenden rechten op de Spaanse troon te hebben en stelden kandidaten voor. Ook een familielid van de Pruisische koning had zich kandidaat gesteld voor de vacante Spaanse troon. De Franse regering eiste echter dat deze kandidatuur ingetrokken zou worden en verzocht in een telegram aan koning Wilhelm I van Pruisen dat hij nooit meer zijn goedkeuring zou geven over een dergelijke kandidatuur. Bismarck zag onmiddellijk de mogelijkheden in van deze situatie om alle Duitse staten achter zich te krijgen: hij bracht dit telegram, later bekend als het Emser Depesche, naar buiten als een provocatie aan alle Duitse staten en stuurde het in iets aangedikte vorm naar de krant. De rest ging vanzelf: de publieke opinie werd in die tijden zeer nationalistisch en gistte van verontwaardiging. Zowel in Frankrijk als in Pruisen werd een gevaarlijke oorlogsstemming gecreëerd en die liep uiteindelijk uit op de Frans-Duitse Oorlog van 1870-1871. Tijdens deze crisis moesten de staten van de Bond voor elkaar garant staan en toen de Franse keizer Napoleon III zo onvoorzichtig was om Pruisen de oorlog te verklaren, kreeg hij de legers van alle staten van de Bond tegenover zich in een nationaal Duits leger onder Pruisische leiding.

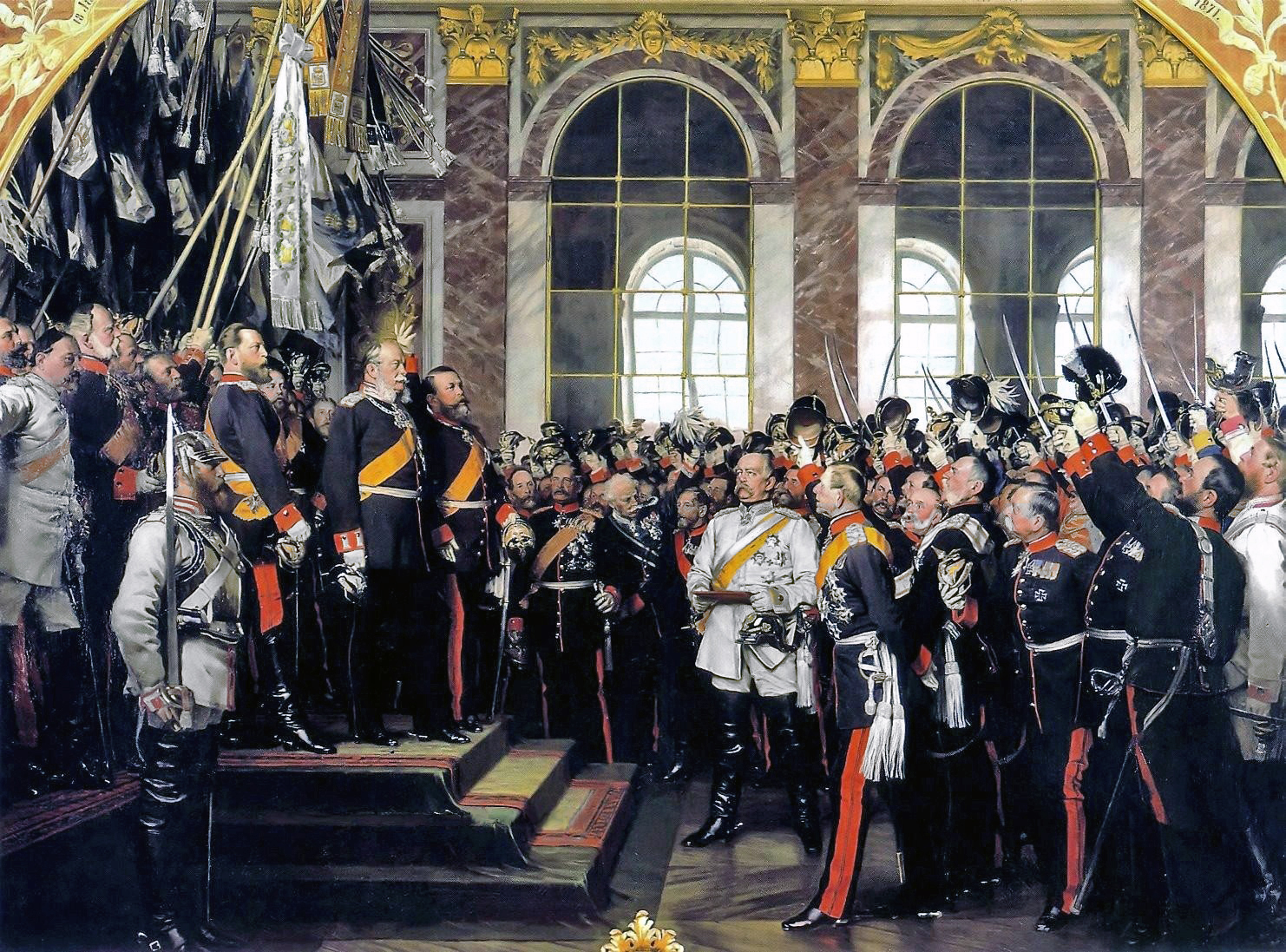
Anton von Werner: Proclamatie van keizer Wilhelm I (oprichting van het Duitse Rijk) op 18 januari 1871 met Bismarck als centraal figuur in een wit uniform in de Spiegelzaal van Versailles. In werkelijkheid was Bismarck die dag onopvallend gekleed.

Bismarck wist dat hij zijn doel bereikt had en er restte nog slechts de laatste stap die nog maar een formaliteit was: op 18 januari 1871 werd feestelijk het nieuwe Duitse Keizerrijk uitgeroepen in de spiegelzaal van het Paleis van Versailles, het prestigieuze huis van de al zo goed als verslagen vijand. De Noord-Duitse grondwet werd in wezen behouden, hoewel sommige benamingen veranderden. Zo werd de voorzitter, het Präsidium (later werd dit de bondspresident) voortaan der Kaiser (keizer) genoemd en bondskanselier werd rijkskanselier.

## Rijkskanselier en Duitse Keizerrijk
Het was Bismarck gelukt de Duitse staten te verenigen. Het Duitse Rijk was een feit, zonder dat Bismarck te veel compromissen moest sluiten met de nationalisten, die een groot Duits rijk in het voetspoor van het 'Heilige Römische Reich deutscher Nation' voor ogen bleef staan. De Duitse soevereinen hadden nog wel geprobeerd zich persoonlijk afzijdig te houden maar hadden de mobilisatie van hun legers in 1870 niet kunnen tegenhouden omdat deze door hun onderdanen - de adel en burgerij - met groot enthousiasme werd gesteund. Frankrijk was verslagen en moest enorme sommen geld betalen die het nieuwe Duitsland voor zijn industriële expansie en militaire integratie aanwendde. Maar het nieuwe keizerrijk kende nog grote interne tegenstellingen. Buiten de eerdergenoemde problemen met de staatsinrichting, die maakte dat het accent bleef liggen bij de bondsstaten en daarmee toch de dominantie voor Pruisen verzekerde, waren er ook religieuze conflicten tussen het protestantse noorden en het katholieke zuiden en westen, de tegenstelling tussen de opkomende liberale burgerelite, de conservatieve grootgrondbezitters en de arbeidsklasse, tussen het feodale platteland en de snel groeiende industriesteden, tussen de principes van de Verlichting en die van de conservatieve adel. Als eerste waren het de conservatieven en de nationaal-liberalen die de staat van Bismarck accepteerden, mede omdat zij in die staat een dominante plaats bemachtigden. De conservatieven konden rekenen op behoud van hun privileges. De nationaal-liberalen konden zich vinden in het burgerschap en de vrijemarkteconomie en natuurlijk in een Duitse eenheidsstaat die een geïntegreerde economische ruimte schiep. Daarna kwamen de katholieken en de burgerlijke middenklasse. De katholieken accepteerden de staat pas nadat de Kulturkampf eindigde in een compromis met Rome. Ook de katholieke middenklasse profiteerde van de sterke Duitse economie en de industrialisering. De socialisten accepteerden uiteindelijk de Duitse staat, maar door deelname aan het parlement en om hem te hervormen.
Bismarcks agressieve houding tegenover de katholieken en sociaaldemocraten zorgde voor grote spanningen binnen het keizerrijk. De rooms-katholieken door hun loyaliteit aan het Vaticaan, van wie zij het gezag boven dat van de staat stelden. De sociaaldemocraten door het belang van de arbeidersklasse boven dat van de staat te stellen. Om de macht van de katholieken te beperken had Bismarck doelbewust gestreefd naar de Klein-Duitse oplossing, die Oostenrijk uitsloot van deelname, waardoor miljoenen katholieke Oostenrijkers buiten de deur werden gehouden. In het oosten van het Duitse Rijk leefde een grote Poolse en katholieke minderheid waaraan gaandeweg de culturele rechten werden ontnomen. Het Rijk dat Bismarck geschapen had, was dus incompleet. Een staat die nog niet af was. Dit is volgens sommige historici een van de oorzaken van het extreem Duits nationalisme vlak voor beide wereldoorlogen. Het Rijk zou moeten worden uitgebreid waardoor het alle Duitsers zou omvatten. Door zijn diplomatieke opstelling tegenover de andere Europese grootmachten, was het nationalisme binnen het keizerrijk een gecontroleerde staatsaangelegenheid geworden.
Het was echter niet alleen de politiek van Bismarck en de sociale verschillen die de ontwikkeling tot  een eenheidsstaat in de weg stonden, de economische situatie in het keizerlijke Duitse Rijk kwam na een aanvankelijk bijzonder expansief begin (de 'Gründerzeit'), na een decennium in een crisis terecht waarin werkloosheid en inflatie de nieuwe staat verzwakten. De vlucht van het platteland naar de steden en het gebrek aan werk leidden tot een grote toename van de emigratie naar Amerika.
De aanpak van Bismarck was zich ervan bewust dat het keizerrijk door vijanden was omgeven. Om te beginnen het rancuneuze Frankrijk dat de nederlaag van 1870 en het verlies van Elzas-Lotharingen niet accepteerde en militair herstel nastreefde voor een tweede krachtmeting. Dan Engeland, de eerste industriële en koloniale wereldmacht, dat met lede ogen de Duitse industriële revolutie volgde. Met Rusland bleef de verhouding nog lange tijd goed, vooral omdat gezamenlijk het beide staten bedreigende Poolse streven naar nationaal herstel onderdrukt kon worden.

## Bismarcks heerschappij
De periode tussen 1871-1890 is de eerste bestaansperiode van het Duitse Rijk. Deze periode werd de periode-Bismarck genoemd, omdat Otto von Bismarck het ambt van rijkskanselier bekleedde. Bismarck wist in de veranderende maatschappij van de 19e eeuw een staat te stichten, enerzijds gebaseerd op een autoritaire, ‘achterhaalde’ manier van regeren waarin de soevereiniteit van de koning met een zwak parlement gecombineerd kon worden. De Klein-Duitse basis zou 'Groot-Pruisen' genoemd kunnen worden, omdat de Pruisische hegemonie niet meer betwist kon worden binnen het Duitse keizerrijk. Maar de eerder genoemde sociale verschillen werden tijdens deze periode niet opgelost. Pas toen Wilhelm II keizer van het Duitse Rijk werd en de nadruk begon te leggen op de ‘superioriteit’ van het Duitse volk werden deze problemen onzichtbaarder en vervangen door een nationale euforie.
Bismarck heeft het liberale principe - vrijheid en eenheid - opengebroken en een keuze gemaakt voor de eenheid. Onder Wilhelm II werd dat na 1890 uitdrukkelijk een nationale eenheid. Bismarck verwierp die weg als te gevaarlijk en trad af. Pas na de Eerste Wereldoorlog zou die eenheid parlementair democratisch vorm krijgen en geen monarch als soeverein boven zich hoeven te dulden. Bismarck wist de nationalisten te verleiden met het vooruitzicht van een eenheidsstaat. Maar tot dan, en daar was een nederlaag en een onttroning van de keizer voor nodig, werd de staat autoritair geleid en zouden de verschillende lagen in de bevolking een voor een voor het rijk gewonnen worden.

### Kulturkampf
Op het Eerste Vaticaans Concilie was in 1870 aan paus Pius IX de pauselijke en persoonlijke macht toegekend om ex cathedra met onfeilbaarheid  geloofsuitspraken te doen die voor alle rooms-katholieken als dogma zouden gelden en die door hen gevolgd moesten worden boven het gezag van de staat waarin zij staatsburger waren. Niet alleen in Duitsland riep dat weerstand op en onmiddellijk waren in andere staten tegenmaatregelen genomen maar Bismarck greep het aan als aanleiding om het jonge Duitse staatsgezag zich met geweld te laten gelden boven dat van kerkelijke overheden. Deze periode in de Duitse geschiedenis heet de Kulturkampf. Bismarcks strijd richtte zich binnen het Duitse Rijk tegen de katholieke Zentrumspartei (‘Das Zentrum’). Deze partij had namelijk verklaard dat alle rooms-katholieke instanties binnen het Duitse Rijk in hun autonomie gewaarborgd en gerespecteerd moesten worden. Deze Rooms-katholieke soevereiniteit binnen en boven die van de nationale staten werd als ultramontanisme aangeduid.
“Die christliche Religion ist sowohl im Reiche als in den einzelnen Staaten bei allen Einrichtungen, welche mit der Religionsübung im Zusammenhang stehen, unbeschadet der Religionsfreiheit, zugrunde zu legen. Damit Verbunden Freiheit des höheren, des mittlerer und des niederen Unterrichtes, unter gesetzlich geregelter Staatsaufsicht, und Einrichtung der Staatschule nicht  nach der Willkür der Staatsbehörden, sondern nach realen, geistigen und sittlichen Verhältnissen des Volkes.“
De strijd van Bismarck tegen het Zentrum had buiten de loyaliteitskwestie en het Secularisme nog een reden, te weten een politieke. Het Zentrum had namelijk nog twee programmapunten die Bismarck staken.
“Festes nationales Bündnis mit Österreich, dem deutschen Ost-Reiche. En: Redliche Anerkennung der Selbständigkeit der zum Deutschen Reich gehörigen Einzelländer, soweit es die notwendige Einheit des Reiches zulässt nach Maßgabe der Reichsgesetze“.
In deze twee programmapunten kwamen drie aspecten naar voren, het eerste  aspect was een “nationales Bündnis mit Österreich”, dus eigenlijk het afkeuren van de Klein-Duitse oplossing en het streven naar een zogenaamd Groot-Duitse staat met inbegrip van het katholieke Oostenrijk. Het tweede aspect was de nadruk die het Zentrum legde op de deelstaten, die in hun autonomie beschermd moesten worden tegenover de dominantie van Pruisen in de Rijksregering. Het Zentrum wilde de belangen behartigen van de katholieke bevolking, verenigd in alle rangen en standen. Dit principe van verticale organisatie tegenover de horizontale maatschappelijke gelaagdheid zou de macht breken van een regering die haar kracht in een verdeel-en-heers politiek zocht. Bismarck vreesde dat het Zentrum een staat binnen de staat zou laten ontstaan. Die vrees werd gevoed door de parlementaire macht van de partij toen zij in de eerste nationale verkiezingen de tweede partij werd. De kanselier handelde daarom meteen: al in juli van dat jaar werden de katholieke afdelingen van het Pruisische cultuurministerie opgeheven. In december van dat jaar werden naar Italiaans voorbeeld de zogeheten “Kanzlerparagraphen” als rijkswetten uitgeschreven. Deze bepaalden dat het verboden werd voor geestelijken om zaken van de staat te bespreken op een manier die de openbare orde in gevaar zou kunnen brengen. Het jaar daarop werden de christelijke scholen door ‘staatsscholen’ vervangen.  
In 1872 werden de jezuïeten uit het Duitse rijk verbannen.
In 1873 greep Bismarck met “Mai-Gesetzen” direct in in het leven van de Pruisische katholieken. De opleiding en aanstelling van geestelijken werd door de staat gecontroleerd. Het katholieke vermogensbeheer moest voortaan worden uitgevoerd door gekozen beambten. Ten slotte werd in 1875 besloten dat men een burgerlijk huwelijk moest sluiten voor de staat en dat het kerkelijk huwelijk niet meer was dan een bijkomende ceremoniële aangelegenheid. Een massief protest leidde ertoe dat 1.800 kritische priesters, die protest hadden aangetekend op de kansel, werden geïnterneerd. Daaronder waren ook bekende en gezaghebbende bisschoppen. Geestelijke orden en kloosters die onderwijsinstellingen beheerden moesten sluiten. De paus reageerde hierop met en schiep een patstelling door de Duitse wetten tegen de kerk ongeldig te verklaren. Pas de volgende paus Leo XIII wilde in 1878 tot een vergelijk komen.
De pogingen van Bismarck om de macht van de katholieke kerk in te perken hebben niet gewerkt, integendeel zelfs.  Niet alleen de katholieken waren verontwaardigd over de maatregelen, maar ook veel protestanten. De invoering van de staatsscholen en het staatshuwelijk werden behalve door het Zentrum ook om andere redenen door conservatieven afgekeurd. Naarmate de Kulturkampf voortduurde, kwamen burgerlijke grondrechten in gevaar, waardoor zelfs de liberalen - toen nog bondgenoten van Bismarck - de ontwikkelingen zorgwekkend begonnen te vinden, hoewel zij in eerste instantie de Kulturkampf steunden vanwege het principe van het secularisme en de vrijheid van cultuur en humanisme, die de Kerk niet waarborgde. Het Zentrum steeg zelfs in zetelaantal tussen 1871 tot en met 1878 van 63 naar 84 zetels en het streven van Bismarck om het Zentrum uit de politiek te drijven, had gefaald.

### Arbeidersbeweging
Tijdens de eerste Rijksdagverkiezingen haalden de sociaaldemocraten twee van de 382 zetels.  De organisatie van de arbeidersbeweging was slecht. De sociaaldemocratie kon in dit stadium niet serieus genomen worden. Maar Bismarck zag dit anders. De kanselier wist namelijk dat met de industrialisatie van de maatschappij de arbeidsklasse steeds groter zou worden. Hij vond dan ook dat de sociale kwestie van de arbeiders niet partijgebonden was, maar een staatsaangelegenheid. Al in 1863 had Bismarck geprobeerd de arbeiders aan de staat te binden door vergaande sociale wetgeving en zelfs stemrecht. Bismarck wist dat de arbeiderspartij enorm zou groeien en probeerde die groei te stuiten, of in ieder geval af te remmen door sociale wetgeving. Toch blijft het de vraag waarom Bismarck een ongeorganiseerde, kleine ‘bende’ arbeiders bestempelde als ‘Reichsfeinde’. Per slot van rekening hadden de Duits-Conservatieven en de Vrij-Conservatieven ongeveer even veel stemmen behaald tijdens de verkiezingen. circa 300.000. Alleen wisten de Duits-Conservatieven 22 zetels te halen en de  Vrij-Conservatieven zelfs 33 zetels.  De reden van Bismarcks vijandigheid jegens de Arbeiderspartij was niet het streven naar het verbeteren van de sociale positie van de arbeider, maar op welke manier dit plaats moest vinden. De staat zou omvergeworpen moeten worden en het kapitaal zou eerlijk onder de bevolking verdeeld moeten worden. Daarnaast was de arbeiderspartij niet nationaal georiënteerd maar mondiaal.
“In der heutigen Gesellschaft sind die Arbeitsmittel Monopol der Kapitalistenklasse; die hierdurch bedingte Abhängigkeit der Arbeiterklasse ist die Ursache des Elends und der Knechtschaft in allen Formen. Die Befreiung der Arbeit erfordert die Verwandlung der Arbeitsmittel in Gemeingut der Gesellschaft und die genossenschaftliche Regelung der Gesamtarbeit mit gemeinnütziger Verwendung und gerechter Verteilung des Arbeitsvertrages“.
Door hun revolutionaire ideeën werden zij niet alleen door Bismarck als staatsvijand gezien, maar wantrouwden de andere politieke partijen en standen hen ook. De sociaaldemocraten waren de enige die de staat omver wilden werpen. Zelfs het Zentrum, ook door Bismarck verketterd, stond vijandig tegenover de sociaaldemocraten.
In 1878 vond er een aanslag plaats op het leven van de Duitse keizer Wilhelm I. De keizer kwam hier zonder kleerscheuren vanaf, maar ondernam wel actie. Een wetsvoorstel was in de maak, het zogeheten “Ausnahmegesetz”, voor bescherming tegen sociaaldemocratie. Nadat de eerste poging strandde door het ontbreken van de liberalen, lukte de tweede poging wel. Op 21 oktober 1878 trad de wet in werking. Het hield in dat  de grondrechten voor de sociaaldemocraten werd ingeperkt.
“Druckschriften, in welchen sozialdemokratische, soziale oder kommunistische, auf den Umsturz der bestehenden Staats- oder Gesellschaftsordnung gerichtete Bestrebungen in einer der öffentlichen Frieden, insbesondere die Eintracht der Bevölkerungsklassen gefährdenden Weise zu Tage treten, sind zu verbieten.“ En: “Wer für einen verbotenen Verein oder für eine verbotene Versammlung Räumlichkeiten hergibt, wird mit Gefängnis von einem Monat bis zu einem Jahre bestraft.“
De wetgeving verlamde de arbeiderspartij. De partijbladen werden grotendeels verboden, de lokale afdeling moesten opgeheven worden en lidmaatschap was niet toegestaan. De partij werd in de illegaliteit gedrukt. Aan de ene kant hadden de maatregelen weinig effect. De Arbeiderspartij bleef als politieke macht bestaan, zij het verzwakt. In het jaar van Bismarcks aftreden, 1890, was de Arbeiderspartij de grootste partij van het Duitse Rijk, het Zentrum en de nationaalliberalen achter zich latend.  Maar toch was de arbeiderspartij een beetje het gepeste jongetje van de klas in de politiek. Iedere andere partij was haar vijandig. Zo vijandig zelfs, dat ook het door Bismarck verketterde Zentrum voor de “Ausnahmegesetz” stemde. Bismarck was erop uit de sociaaldemocraten te vernietigen. Dit leidde ertoe dat de arbeiders, omdat ze eigenlijk niet mee mochten doen met de staat, overal buiten vielen en op zichzelf aangewezen waren. Ze ontwikkelden zich redelijk afgezonderd van conservatieven, liberalen, katholieken en protestanten. Eigen verenigingen, ontmoetingsplaatsen en cafés werden opgericht, speciaal voor de arbeider. Dit fenomeen zou wel een beetje met verzuiling vergeleken kunnen worden.
Zowel de arbeiders als de katholieken, de grootste groepen binnen het Duitse Rijk, vielen buiten de boot. Ze werden door Bismarck vervolgd en uitgesloten. Dit leidde ertoe dat beide groepen zich buitengesloten voelden en dat stond de ontwikkeling van het nationalisme en de acceptatie van de staat van Bismarck in de weg. Het rijk van Bismarck moest de zegen van veel bevolkingsgroepen winnen. Dit omdat het rijk eigenlijk een soort compromis was tussen de nationalisten en de conservatieven, gesteund door de democraten en de katholieken die tijdens de Frans-Duitse oorlog door nationalisme en haat tegen Frankrijk in het kamp van Bismarck waren gedreven. De acceptatie van de staat vorderde langzaam. Ze kwam eigenlijk nooit echt goed uit de verf en ontstond pas na afloop van de Kulturkampf. Na de dood van paus Pius IX zocht Bismarck weer toenadering tot de katholieken en verminderde de onderdrukking van de Arbeiderspartij. Ook begon de sociale wetgeving haar werk te doen. De effecten van Bismarcks politiek waren feitelijk verdwenen toen Wilhelm II keizer werd.

### Economie onder Bismarck

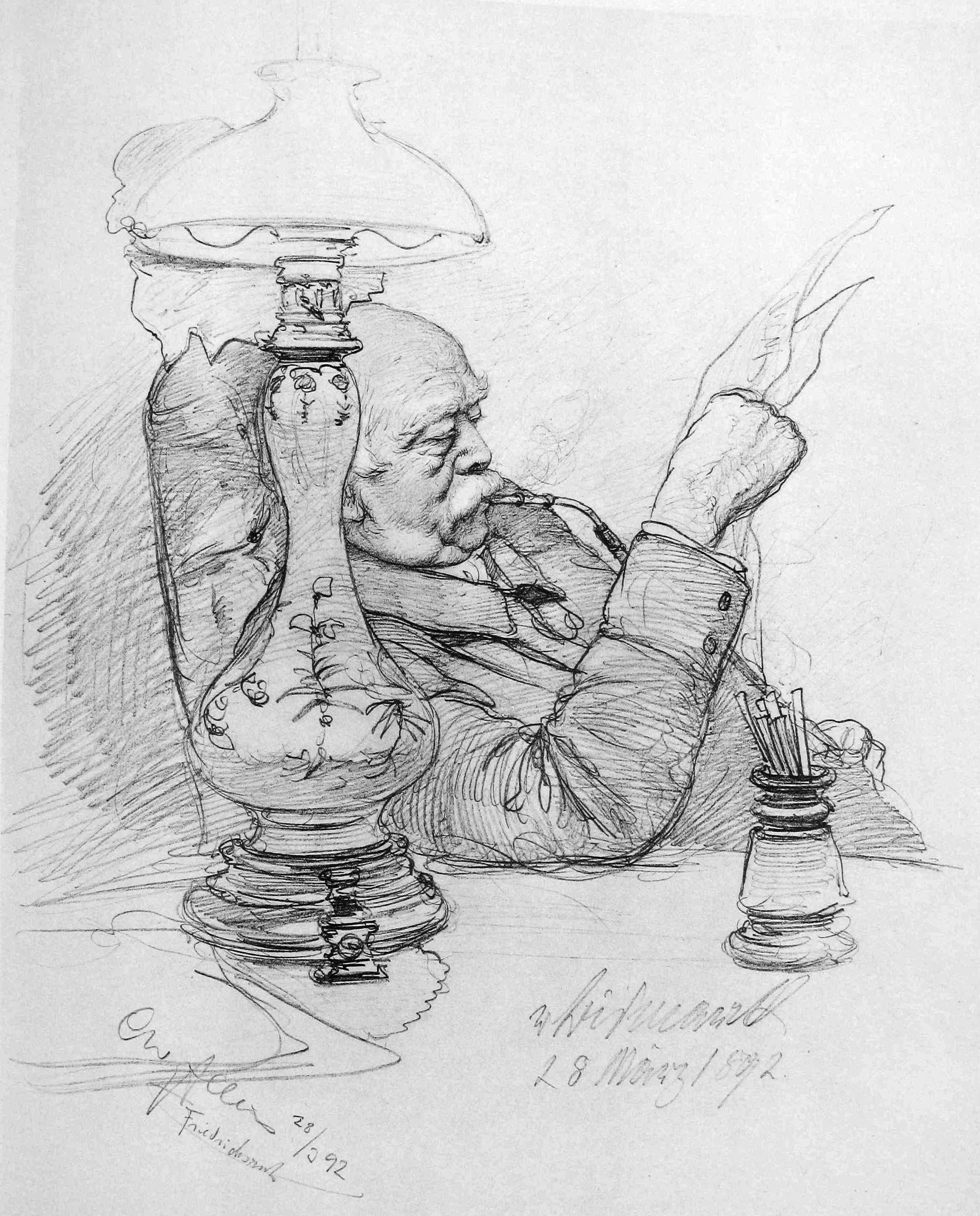
Bismarck thuis in Friedrichsruh (1892), getekend door C.W. Allers

Na jaren van economische hoogconjunctuur stortten in 1873 de beurzen in. Het effect had niet alleen gevolgen voor het Duitse Rijk, maar voor heel Europa en de Verenigde Staten. De crisis begon in Wenen toen eerst de zilverprijs instortte. De industrie liep terug omdat de vraag afnam. Hierdoor verloren arbeiders hun baan. De euforie die de overwinning op de Fransen met zich mee had gebracht deed de Duitse economie nu de das om. Bismarck trachtte de Duitse economie te beschermen met de Schutzzollpolitik. De nationaalliberalen verloren vanwege hun vrijhandelsprincipe de Rijksdagverkiezingen. De liberalen zakten van 33% naar 12% van de stemmen. Een sociaal effect was dat het verschil tussen de kapitalisten en de arbeiders nog groter werd. De onderlaag trok uit armoede naar de steden, die daardoor overbevolkt raakten. De kapitalisten voelden zich bedreigd en werden vijandiger. De sociale kwestie trad naar de voorgrond en arbeiders verenigden zich om hun belangen te behartigen, net als de kapitalisten en de middenklasse. Deze splitsing in de maatschappij stond de ontwikkeling van nationalisme in de weg, omdat men zich niet deel voelde van de staat maar van zijn eigen groep. De arbeider voelde zich bijvoorbeeld alleen betrokken bij de arbeidersvereniging maar niet met mede-Duitsers die kapitalist waren. Het was een maatschappij waar de kansen niet eerlijk verdeeld waren.
De prominente sociaaldemocraat August Bebel beweerde dat de sociale kwestie niet in de eerste plaats aan de economische ongelijkheid van de arbeider te wijten was, maar aan zijn onvermogen de verandering van de maatschappij bij te benen, en het ontbreken van een eenduidige visie op de oplossing ervan.
Bismarck, bang voor arbeidersopstanden en de Arbeiderspartij, besloot sociale wetgeving te maken om de positie van de arbeiders te verbeteren. Dit bond de arbeider aan de staat en remde de Arbeiderspartij af. De stappen die Bismarck nam bevorderden indirect dus de ontwikkeling van het nationalisme en de acceptatie van de staat. Bismarck wist ook, dat het ombouwen van de staat naar een verzorgingsstaat jaren zou duren en dat het effect niet meteen merkbaar zou zijn.
Seit dem Sozialistengesetz ist immer an mich die Mahnung herangetreten von amtlicher, hochstehender Seite und aus dem Volke: es sie damals versprochen, es müsse auch positiv etwas geschehen, um die Ursachen des Sozialismus, insoweit ihnen eine Berechtigung beiwohnt, zu beseitigen; die Mahnung ist bis zu diesem Augenblick an nicht toto die herangetreten, und ich glaube nicht, dass mit der sozialen Frage die seit fünfzig Jahren vor uns schwebt, unsere Söhne Enkel vollständig ins Reine kommen werden.
De effecten van de wetgeving waren echter klein, want de schade die Bismarck had aangericht met zijn vijandige politiek was vele malen groter. Met hulp van het Zentrum  en de conservatieven werd de nieuwe wetgeving door de Rijksdag geloodst. Het Zentrum stemde voor, omdat de partij zich begaan voelde met het lot van de arbeiders, met als achtergrond de nieuwe politiek die de katholieke kerk voerde om de arbeider aan zich te binden. De conservatieven stemden voor, omdat een tevreden arbeider een rustige arbeider is. Een revolutie wilden de conservatieven voorkomen, uit angst slachtoffer te worden van de wraak van het volk. De continuïteit van de staat moest gewaarborgd blijven. De sociale wetgeving werd uiteindelijk onder Wilhelm II weer afgeschaft. In 1890, het jaar dat Bismarck werd ontslagen, begon de economie weer aan te trekken. Mede door de economische hoogconjunctuur floreerde het Wilhelmse Duitse Rijk.

## Bismarck als Europees diplomaat
Na de Frans-Duitse Oorlog besefte Bismarck dat de inlijving van Elzas-Lotharingen zou leiden tot een nieuw conflict met Frankrijk. Daarom werd in 1873 de Driekeizersbond opgericht. Het Duitse Rijk, Rusland en Oostenrijk-Hongarije beloofden samen te werken bij bedreiging van buitenaf.
Duitsland vormde dit bondgenootschap na de inlijving van Elzas-Lotharingen om te verhinderen dat Frankrijk ooit een grootmacht zou worden en een bedreiging zou kunnen vormen.
Deze oorlogen en hun gevolgen zijn ondenkbaar zonder Bismarck. Hij is misschien niet de enige, maar wel verreweg de voornaamste regisseur van de gebeurtenissen van de jaren 1860 geweest. Na de Frans-Duitse Oorlog trad hij op als bemiddelaar bij andere Europese conflicten zoals tussen Engeland, Oostenrijk, Turkije en Rusland over de Balkan en de Middellandse Zee. In 1878 organiseerde hij een congres in Berlijn, waarmee voor enkele decennia de vrede in het explosieve gebied gewaarborgd werd.
Tijdens het Congres van Berlijn in 1878 werd onder zijn leiding de zogenaamde “Oosterse kwestie” opgelost. De Franse expansieplannen in Afrika werden aangekaart. Groot-Brittannië en Italië klaagden over de Russische invloed in de Middellandse Zee. Oostenrijk-Hongarije was ongelukkig met de Russische uitbreiding in de Balkan.
Bismarck bemiddelde en Groot-Bulgarije werd verdeeld onder Turkije, Servië en Roemenië. Zuid-Bulgarije werd aan de Turkse sultan teruggegeven. Oostenrijk-Hongarije werd tot ongenoegen van Servië belast met het toezicht op Bosnië en Herzegovina. Tegen de wil van Turkije nam Groot-Brittannië Cyprus in bezit. Als compensatie voor het Russische verlies werd haar de Kaukasus aangeboden. En omdat Frankrijk hier een probleem in zag, werd hen Tunis aangeboden.
Toen de Russische tsaar in 1879 protesteerde tegen Duitsland, dat volgens hem altijd de kant van Oostenrijk-Hongarije koos, besloot Bismarck op 7 oktober een geheim militair verdrag te sluiten met Rusland waarin hij beloofde dat Duitsland neutraal zou blijven bij een aanval van Oostenrijk-Hongarije op Rusland.

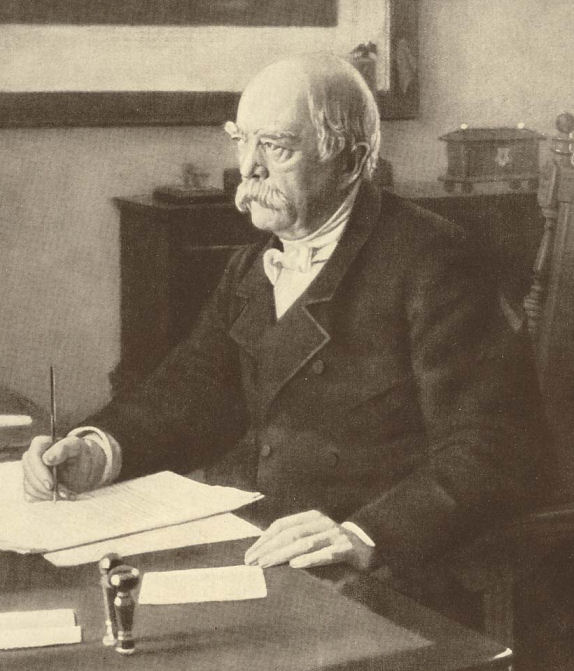
Bismarck in 1886 in zijn kantoor

Rusland verliet in 1887 de Driekeizerbond door de verslechterde verhouding met Duitsland. Bismarck bood de Russen het “Rugdekkingsverdrag” aan waarin hij de Duitse neutraliteit beloofde indien Rusland aangevallen zou worden door Oostenrijk-Hongarije. Hij hield dit verdrag wel verborgen voor Oostenrijk-Hongarije.
Op binnenlands terrein was hij minder succesvol. Hij was intelligent genoeg om te beseffen dat de toenemende industrialisatie de wereld ingrijpend aan het veranderen was; daar richtte hij zich ook wel op in zijn economische politiek. Hij had echter weinig oog voor de sociale en maatschappelijke gevolgen die dat met zich meebracht. Als oerconservatieve edelman bestreed hij ieder streven naar emancipatie; vooral dat van katholieken en van arbeiders.
Tijdens de Kulturkampf wilde hij de invloed van de katholieke pers inbinden door middel van allerlei censuur op hun bladen. De arbeiders probeerde hij monddood te maken met aan de ene kant 'socialistenwetten' (verbod op socialistische partijvorming) en aan de andere kant met verregaande wetgeving op het gebied van gezondheidszorg, onderwijs en bejaardenzorg, waarbij hij hen de wind uit de zeilen probeerde te nemen. Tevens voerde hij het algemeen mannenkiesrecht voor de Rijksdag in om de liberalen enigszins tegemoet te komen; alhoewel hij ervoor waakte dat de Rijksdag bevoegdheden kreeg over belangrijke onderwerpen.

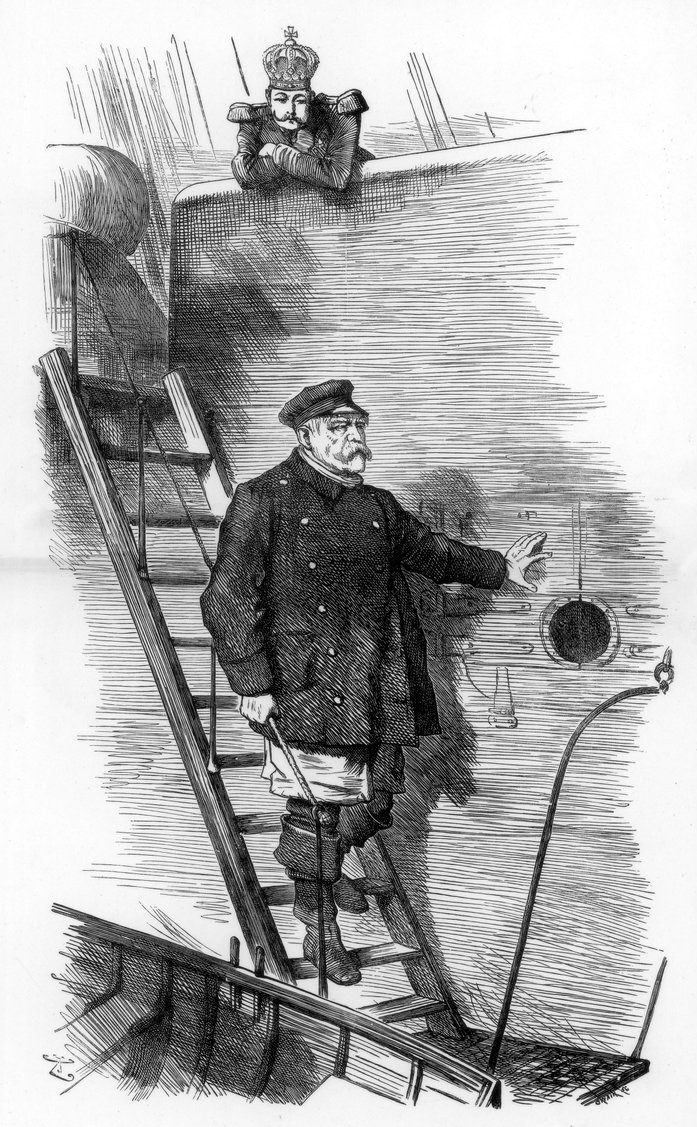
Tekening van John Tenniel in het satirisch tijdschrift Punch, maart 1890. Loods Bismarck verlaat het schip, terwijl de kapitein Wilhelm II hem nakijkt.

In 1888 kwam er een nieuwe keizer, Wilhelm II, die zich wilde profileren als een krachtig en zelfbewust staatshoofd. Bismarck liep hem daarbij in de weg en werd in 1890 ontslagen. Hij werd opgevolgd door graaf Leo von Caprivi. Bismarck kreeg als afscheid een landgoed, een hertogentitel en een zetel in de Rijksdag, die hij overigens niet meer gebruikte. Na zijn ontslag werd Bismarck het middelpunt van een cultus. Op vele plaatsen in Duitsland werd een Bismarckmonument opgericht, vaak in de vorm van een toren. Hij stierf in 1898 op zijn slot Friedrichsruh.

## Beoordeling

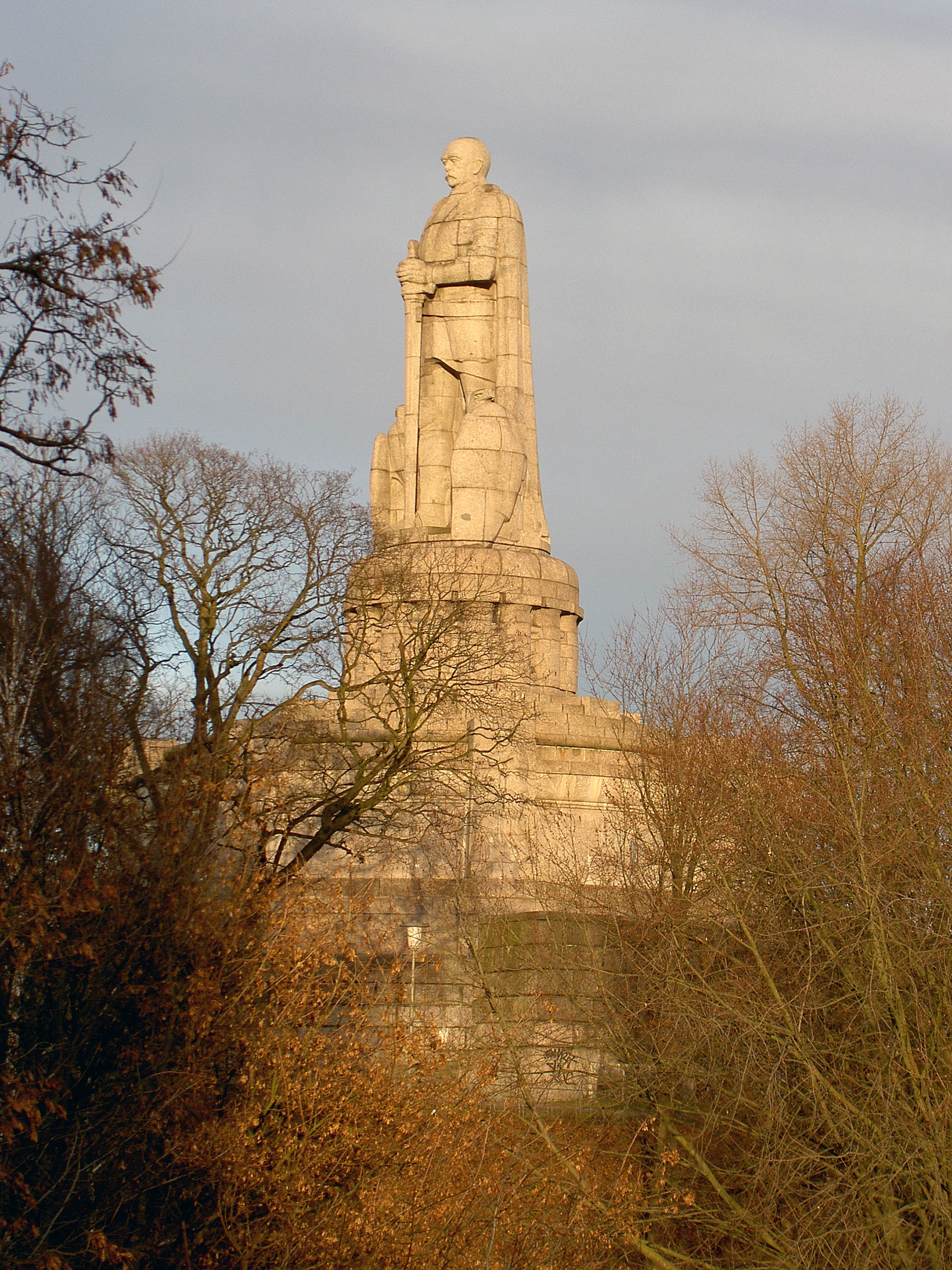
Bismarck-Monument, Hamburg van Hugo Lederer (1902/06)

Bismarck was in de politiek een einzelgänger. Hij was een volstrekte conservatief, maar kon samenwerken met allerlei soorten partijen en politici, wanneer hem dat zo uitkwam. Zelf noemde hij zichzelf een 'realpolitiker': een realistische politicus die van de geboden mogelijkheden gebruik maakte. In dat opzicht was hij weinig principieel en voor hem heiligde het doel altijd de middelen. Zijn wijze van regeren was autoritair en vaak ook confronterend. Toen hij als minister-president van Pruisen aantrad, provoceerde hij de liberale afgevaardigden bij zijn eerste rede met de uitspraak dat politieke doelen niet verwezenlijkt konden worden met meerderheidsbesluiten en redevoeringen, maar 'durch Blut und Eisen', met andere woorden: door geweld.
Op het terrein van de buitenlandse politiek streefde hij op een uitgesproken wijze naar een veiligheidsbeleid. Het Duitse Rijk was een nieuwkomer in het Europese machtsspel en hierdoor waren de krachtsverhoudingen tussen de traditionele grote mogendheden, Frankrijk, Oostenrijk, Groot-Brittannië en Rusland, volledig overhoop gehaald. Het Duitse Rijk werd bewonderd, maar ook gevreesd en gewantrouwd. Niemand die dit beter begreep dan Bismarck. Daar kwam bij dat Duitslands geografische positie hoogst ongunstig was; het grensde aan maar liefst drie andere grootmachten en het was van het allergrootste belang dat de relaties met deze grootmachten goed bleven. Als Bismarck dan toch een oorlog begon, dekte hij zich diplomatiek altijd in bij andere grootmachten; wanneer de oorlog eenmaal was uitgebroken moest de vijand constateren dat hij alleen stond. Desondanks duurden oorlogen die Bismarck voerde altijd kort; er mocht geen ruimte ontstaan voor rancune. Daardoor kon Bismarck relatief kort na de oorlog van 1866 weer goede relaties aanknopen met Oostenrijk en uiteindelijk een bondgenootschap aangaan.
Alleen met Frankrijk, bij de nasleep van de Frans-Duitse oorlog, had hij zich verrekend. Na de Frans-Duitse oorlog moest Frankrijk Elzas-Lotharingen aan het nieuwe Duitsland afstaan. Bismarck stond daar zelf eigenlijk niet achter, hij had immers zijn doel - de Duitse eenheid - bereikt en wilde de verslagen Fransen ook niet te veel vernederen, maar kon - vooral onder de grote druk van de Pruisische generaals en de Duitse publieke opinie - niet veel anders. Hij ging ervan uit dat de Fransen uiteindelijk toch wel zouden berusten in het verlies van dit van oorsprong Duitstalige gebied (grotendeels pas Frans bezit sinds 1648). Dat gebeurde echter niet; de Fransen weigerden dit te accepteren en de betrekkingen tussen Frankrijk en Duitsland zijn tot na de Eerste Wereldoorlog dan ook niet meer genormaliseerd. Het Franse revanchisme dat uit dit verlies ontstond, was uiteindelijk een van de oorzaken die tot de Eerste Wereldoorlog heeft geleid. Bismarck heeft er toen in zijn buitenlandbeleid naar gestreefd om Frankrijk politiek te isoleren van alle andere grote mogendheden. Dat is hem - zo lang hij regeerde - dan toch ook wel gelukt.
Het veiligheidsprincipe van het nieuwe Duitsland stond heel hoog op de agenda. Er waren twee manieren om die politiek gestalte te geven: Duitsland kon streven naar harmonieuze verhoudingen met de buurlanden of Duitsland kon met intimidatie en machtspolitiek de anderen afschrikken. Bismarck koos voor de eerste optie, zijn opvolgers voor de tweede.
Bismarck was verder geen voorstander van kolonisatie. Toen in Versailles het Duitse Rijk werd gesticht was de wereld allang verdeeld onder de toenmalige grootmachten. Actieve kolonisatiepolitiek zou immers vooral Engeland in de wielen rijden, reden genoeg om ervan af te zien. Alhoewel Bismarck een felle tegenstander was van kolonisatie, riep hij toch enkele handelskolonies uit tot protectoraten van het Duitse Rijk. Het ging om Togoland, Kameroen, Duits-Zuidwest-Afrika en Duits-Oost-Afrika. Hierin mag men absoluut geen idealistische, noch imperialistische doelstellingen herkennen. Het ging hier om een daad van puur zelfbehoud van Bismarck. De kroonprins - en dus troonopvolger van Wilhelm I - Friedrich III had erg liberale standpunten en streefde naar een liberale binnenlandse politiek. De kroonprins zou ook van plan zijn geweest om toenadering te zoeken tot het Verenigd Koninkrijk, dat ook een liberale koers voer. Bismarck zag hier terecht een bedreiging voor zijn positie als rijkskanselier. Hij moest dus om Friedrich III en de liberalen tegen te gaan, een anti-Britse sfeer veroorzaken in het Duitse Keizerrijk. Door te koloniseren en de Duitse oorlogsvloot uit te bouwen, streek Bismarck het Verenigd Koninkrijk tegen de haren in. Het resultaat was een agressievere houding van het Verenigd Koninkrijk ten aanzien van het Duitse Keizerrijk. Uiteraard ontstond er als reactie een anti-Britse publieke opinie in Duitsland, hetgeen zich ook politiek vertaalde. Toen Friedrich III ongeneeslijk ziek werd - en dus niet in staat was om zijn vader op te volgen - was Bismarck zeker van zijn positie binnen het rijk. Hierdoor viel ook de noodzaak tot koloniseren weg. Bismarck trok zich dan ook snel terug uit het koloniale wespennest van de negentiende eeuw. Na Bismarck echter ging het roer geheel om. Vooral door toedoen van de, evenals Bismarck conservatieve, maar ook ambitieuze, impulsieve en vooral ondiplomatieke nieuwe keizer Wilhelm II.  De Duitse politiek ging steeds meer streven naar machtspolitiek en een manier om aan Europa (economisch) de hegemonie op te leggen. Ook voor de opvolgers van Bismarck was dit niets anders dan een vorm van 'veiligheidsstrategie', maar het psychologische effect was averechts. Niet alleen door het steeds grotere economische overwicht van Duitsland (tussen 1880 en 1890 had Duitsland de industriële koppositie van Engeland overgenomen), maar ook door de ondoordachte uitlatingen van Wilhelm II, die voortdurend binnenlandse en internationale schandalen veroorzaakten en diens overspannen vlootpolitiek werden de andere grootmachten steeds wantrouwiger ten opzichte van Duitsland. Uit bezorgdheid om hun eigen macht kwijt te spelen werden deze door het Duitse optreden geleidelijk aan in elkaars armen gedreven, wat ook een oorzaak van de Eerste Wereldoorlog zou zijn.

## Huwelijk en kinderen
Otto von Bismarck was sinds 1847 gehuwd met Johanna von Puttkamer. Uit dit huwelijk werden drie kinderen geboren: Marie (1847-1926), Herbert (1849–1904) en Wilhelm (1852-1901).

## Onderscheidingen
Bismarck was sinds 1857 onderscheiden met het grootkruis in de Orde van de Eikenkroon. Na 1871 en ook bij zijn afscheid kreeg Bismarck van de Duitse staten en uit het buitenland tientallen hoge onderscheidingen, waaronder de Hoge Orde van de Zwarte Adelaar; in een aantal gevallen waren deze met diamanten versierd.

## Werken
- Gedanken und Erinnerungen, autobiografie, drie delen, 1898—1919
- Ausgewählte Werken, 1927